# Acanthemblemaria spinosa
Acanthemblemaria spinosa es una especie de pez del género Acanthemblemaria, familia Chaenopsidae. Fue descrita científicamente por Metzelaar en 1919.
Se distribuye por el Atlántico Centro-Occidental: Bahamas y Florida, EE. UU. a Curazao. En el Caribe, incluidas las Antillas. La longitud total (TL) es de 3,1 centímetros. Habita en arrecifes y se alimenta de copépodos. Puede alcanzar los 12 metros de profundidad.
Está clasificada como una especie marina inofensiva para el ser humano.